# Bach (Gemeinde Glödnitz)
Bach, früher auch Bach-Glödnitz, ist eine Ortschaft in der Gemeinde Glödnitz im Bezirk St. Veit an der Glan in Kärnten. Die Ortschaft hat 15 Einwohner (Stand 1. Jänner 2024). 

## Lage
Bach liegt in der Katastralgemeinde Glödnitz, an den linksseitigen Hängen des Glödnitztals, etwa 3 km nördlich des Gemeindehauptorts Glödnitz. Es darf nicht mit einigen gleichnamigen Orten in der Nähe verwechselt werden: dem nur 4 km südöstlich und teils ebenfalls in der Gemeinde Glödnitz gelegenen Bach bei Altenmarkt, dem 8 km östlich gelegenen Bach (Zweinitz), und dem 8 km südwestlich gelegenen Bach (Gemeinde Deutsch-Griffen).
Zur Ortschaft gehören die Häuser Bacher (Nr. 1), Biendl (Nr. 2 und 2a), Gallehube (Nr. 3), Frieserhube (Nr. 5) und ein Haus ohne Vulgonamen (Nr. 6, auf halbem Weg zwischen Frieserhube und dem nicht mehr bestehenden Tissnig oder Tießnig, der früher Nr. 6 trug). Auch Hochkern (oberhalb Galle) besteht nicht mehr.

## Geschichte
Bei Gründung der Ortsgemeinden Mitte des 19. Jahrhunderts kam Bach an die Gemeinde Glödnitz. Bei der Kärntner Gemeindestrukturreform von 1973 kam der der Ort an die damals neu errichtete Gemeinde Weitensfeld-Flattnitz, seit deren Auflösung 1991 gehört die Ortschaft wieder zur Gemeinde Glödnitz.

## Bevölkerungsentwicklung
Für die Ortschaft ermittelte man folgende Einwohnerzahlen:
- 1869: 6 Häuser, 64 Einwohner[2]
- 1880: 6 Häuser, 65 Einwohner[3]
- 1890: 8 Häuser, 46 Einwohner[4]
- 1900: 8 Häuser, 39 Einwohner[5]
- 1910: 7 Häuser, 38 Einwohner[6]
- 1923: 7 Häuser, 50 Einwohner[7]
- 1934: 46 Einwohner[8]
- 1961: 4 Häuser, 14 Einwohner[9]
- 2001: 4 Gebäude (davon 4 mit Hauptwohnsitz) mit 5 Wohnungen; 18 Einwohner und 1 Nebenwohnsitzfall; 6 Haushalte; 1 Arbeitsstätte, 2 land- und forstwirtschaftliche Betriebe[10]
- 2011: 5 Gebäude, 16 Einwohner, 4 Haushalte, 1 Arbeitsstätte[11]
- 2021: 6 Gebäude, 15 Einwohner, 4 Haushalte, 2 Arbeitsstätten[12]